# Ahasver

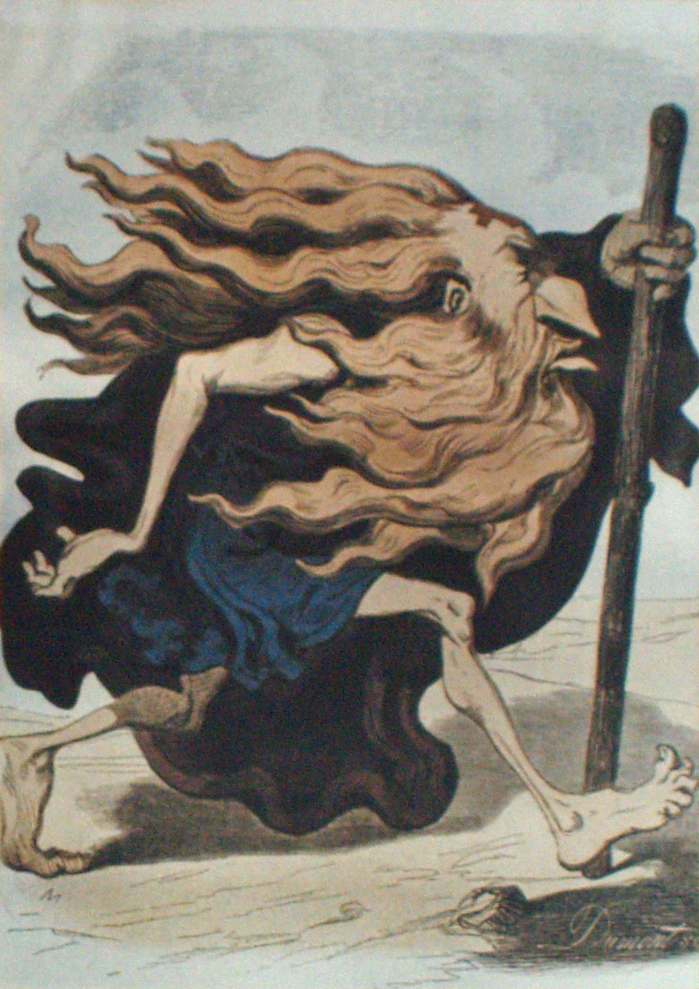
Zpodobnění Ahasvera pocházející z roku 1852, využité nacistickou propagandou

Ahasver je legendární antisemitská postava „věčného Žida“, který kvůli rouhání vůči Ježíši Kristu musí až do dne posledního soudu bloudit po zemi. 
Podle legendy Ahasver udeřil Ježíše  při výslechu u Kaifáše. Podle jiné verze se mu vysmíval, když nesl kříž, slovy: „Tak ty tvrdíš, že se vrátíš.“ A Ježíš odpověděl: „Ano, a ty tu na mě počkáš.“ A od té doby musí Ahasver bloudit po zemi a čekat. Objevuje se v dílech Byrona či Vrchlického, též Apollinaira – Pražský chodec (Isaac Lakedem), nebo v novele Krysař od Viktora Dyka.
V přeneseném významu jméno označuje nespokojeného, věčně se toulajícího člověka, zarostlého a nuzného vzhledu, který nenachází uspokojení a uplatnění.
Zejména v německé kulturní oblasti je znám jako věčný Žid (Erwige Jude), v románských oblastech jako bludný Žid (fr. Juif errant). V různých dílech získala postava různá jména, jméno Ahasver (Ahasverus) se objevilo v oblíbeném německé pamfletu vytištěnému v roce 1602. Je to latinizovaná forma jména Achašveróš z knihy Ester, která vypráví o útrapách Židů žijících v exilu pod cizí nadvládou. Achašveróš však není Žid, ale perský král, který jim vládne.
Jedním z nejznámějších děl je román Věčný žid od Eugèna Sue z roku 1844. Jeho téma je však jiné, je to antiklerikální dílo, ve kterém se potomky hugenotů snaží jezuité připravit o dědictví a věčný žid a Herodiada (pojmenovaná po novozákonní Herodiadě) jsou jejich ochránci.

#### Beletrie
- NEBESKÝ, Václav Bolemír. Protichůdci. Praha: Tisk a sklad Jar. Pospíšila, 1844. 44 s.
- DIVIŠOVÁ, Jana. Rubín věčného žida. 1. vyd. Praha: Bohemia Books, 2007. 543 s. ISBN 978-80-87120-07-1. Anotace knihy na stránkách Městské knihovny v Praze